# Adam Farkaš
Adam Farkas (mađarski Farkas Ádám) (Suhi Vrh, 1730. – Šopron, 12. veljače, 1786.) je slovenski luteranski svećenik, licejski rektor i pjesnik u Mađarskoj.
Rođen je 1738. godine u Suhom Vrhu kod Moravskih Toplica (Prekomurje). Školovao se u Šopronu i Jeni. 1. studenog, 1785. godine je radio u šopronskom liceju, kao rektor. Njegov prijatelj je bio pisac Mihael Bakoš. U njemačkom i prekomurskom jeziku je pisao pjesme.